# Alojzy Machalica
Alojzy Machalica (ur. 19 kwietnia 1884 w Dziedzicach, zm. 20 grudnia 1950 w Międzyświeciu) – polski nauczyciel, polityk, poseł na Sejm w latach 1938–1939, działacz społeczny i samorządowy.

## Życiorys
Ukończył studia w 1907 na Akademii Rolniczej w Dublanach z tytułem inżynier rolnik. W czasie studiów był członkiem PSL i redaktorem gazety „Robotnik Śląski”. W 1909 został sekretarzem Towarzystwa Rolniczego w Cieszynie, od 1913 był kierownikiem Męskiej Zimowej Szkoły Rolniczej w Cieszynie. W czasie I wojny światowej służył w armii austriackiej jako porucznik i prowadził kółko rolnicze w Końskiej, gdzie funkcjonowała tymczasowo również rolnicza szkoła zimowa. W 1921 na łamach „Rolnika Śląskiego” zaapelował by utworzyć średnią szkołę rolniczą o rozszerzonym programie naukowym i z pokazowym gospodarstwem rolnym. W następnych latach ubiegał się o teren folwarku w Międzyświeciu, które zostało przyznane na rzecz przeniesionej z Cieszyna szkoły rolniczej uchwałą Tymczasowej Rady Województwa Śląskiego z dnia 22 maja 1922. Alojzy Machalica został jej pierwszym dyrektorem oraz nauczycielem przedmiotów rolniczych. W okresie międzywojennym pełnił również funkcję wiceprezesa Towarzystwa Rolniczego, był członkiem dyrekcji Zw. Spółek Rolniczych i Wydziału Dróg Powiatowych w Cieszynie.
W wyborach parlamentarnych w 1938 uzyskał mandat poselski startując w okręgu wyborczym nr 92 (Bielsko Śląskie). Po wybuchu II wojny światowej trafił do niemieckiego nazistowskiego obozu koncentracyjnego.

## Ordery i odznaczenia
- Srebrny Krzyż Zasługi (15 kwietnia 1929)[3]